# 马诺尔
马诺尔（Manor），是印度马哈拉施特拉邦Thane县的一个城镇。总人口8345（2001年）。

## 人口
该地2001年总人口8345人，其中男性4323人，女性4022人；0—6岁人口1135人，其中男587人，女548人；识字率67.73%，其中男性为74.12%，女性为60.87%。